# Растохез
Наро́дное движе́ние «Растохе́з» (тадж. Ҳаракати мардумии «Растохез» — пер. как Пробуждение) — политическое движение, основанное 14 сентября 1989 года в Таджикистане, и расформированное в 1997 году, после окончания гражданской войны в Таджикистане. Являлось одним из главных демократических движений в Таджикистане, целью которого было создание на территории Таджикистана демократического правового светского государства. Во время гражданской войны входила в Объединённую таджикскую оппозицию (ОТО).
Диссидентское и политическое движение таджикских либерал-демократов начало появляться в середине 1980-х годов. Одним из главных своих задач молодёжная интеллигенция той эпохи считало вопрос о статусе таджикского языка. 25 февраля 1989 года впервые в истории советского Таджикистана прошёл митинг, участниками которого были студенты, преподаватели и сотрудники Академии наук Таджикской ССР и некоторых других образовательных учреждений, а также журналисты. Митингующие требовали придать таджикскому языку статус государственного в Таджикской ССР.
Чуть позднее часть митингующих создала на базе ЦК Комсомола дискуссионный клуб «Ру ба ру», что в переводе с таджикского языка буквально означало «Лицом к лицу». Клуб начал организовывать встречи руководителей республики, членов республиканского правительства, депутатов Верховного Совета и известных учёных с народом. Большинство из этих встреч транслировалось по республиканскому телевидению. Встреча с приглашёнными высокими гостями проходила в формате вопросов и ответов. Встречи организуемые дискуссионным клубом начали набирать популярность среди народа, и аналогичные клубы начали появляться и в других регионах республики. Одновременно, «Ру ба ру» начало набирать политический вес. В 1989 году дискуссионный клуб «Ру ба ру» приняло решение объединиться со всеми возникшими дискуссионными клубы на территории Таджикистана.
14 сентября 1989 года демократические силы на территории Таджикистана объединились в народное движение «Растохез». Слово «растохез» с таджикского языка дословно переводится как «возрождение». Объединение происходило в одной из аудиторий Таджикского государственного университета имени В. И. Ленина в Душанбе. Демократические силы готовились к объединению полгода, держа это в секрете от посторонних.
Прошла первая учредительная конференция движения, на которой были избраны руководящие органы и руководители движения. Председателем движения был избран известный учёный, кандидат экономических наук, сотрудник института экономики Академии наук Таджикистана — Тохир Абдуджаббор. Также руководителями движения были избраны преподаватели ТГУ — Халифабобо Хамидов и Шарофиддин Имомов.
По словам одного из учредителей движения, Мирбобо Миррахима — «для тогдашнего руководства Таджикистана эта новость была как гром среди ясного неба». По словам первого руководителя движения, Тохира Абдуджаббора, руководитель Верховного Совета Таджикской ССР Гоибназар Паллаев не мог поверить в то, что впервые в Таджикистане образовывается негосударственное движение.
После этого началось давление на руководителей и сторонников движения со стороны властей. Были напечатаны клеветнические статьи в СМИ против движения. Несмотря на противодействия со стороны властей, движение продолжало набирать силу и своих новых сторонников. У движения были идеи, одной из которых гласило об «утверждении реальной самостоятельности Таджикистана в рамках широкого, свободного Союза».
Впоследствии программа движения «Растохез» была обращена на национально-освободительной борьбе и возрождении национальных и культурных традиций таджикского народа. Программа также включала в себя социально-экономические и политические преобразования в республике.
После массовых беспорядков в Душанбе в феврале 1990 года, в Таджикистане начался политический кризис. Многие возникшие впоследствии негосударственные и государственные политические организации начали выступать за независимость Таджикистана. Началась разработка декларации о независимости, в которой участвовали также и члены движения «Растохез». Были подготовлены две декларации и независимости. Одна была подготовлена правительством, а другая группой от движения «Растохез».
По мнению руководства «Растохеза», составленный правительством вариант декларации был сформулирован недостаточно четко, содержал противоречивых положений, и её принятие не обеспечивало суверенитета республики.
В августе 1990 года состоялась вторая сессия Верховного Совета Таджикской ССР. В первый же день заседаний, 24 августа, был рассмотрен вопрос о декларации независимости. Руководство «Растохеза» предложило третий вариант декларации, главная суть которого заключалась в следующих словах: «Республика Таджикистан является независимым, демократическим, правовым государством». В тот же день Верховный Совет единогласно принял Декларацию о суверенитете Таджикской Советской Социалистической Республики. Пятая статья декларации наделила Верховный Совет республики полномочиями «прекращать действия документов СССР, которые бы противоречили законным правам Таджикистана».
В январе 1991 года состоялся первый съезд движения «Растохез». Движением были подготовлены два проекта: проект Конституции Таджикистана, главным автором которого стал Халифабобо Хамидов, и проект Договора о Союзе Суверенных Государств под авторством Тохира Абдуджаббора.
В конце августа 1991 года в Душанбе открылась внеочередная сессия Верховного Совета республики. Параллельно, на площади имени Ленина (ныне площадь Дусти) начался митинг оппозиционных сил, на котором с обращением к Верховному Совету выступал один из руководителей «Растохез» — Халифабобо Хамидов. Обращение содержало семнадцать пунктов, среди которых были требования отставки руководства республики, отмены всех законов и постановлений, ущемляющих права и свободы человека, объявления независимости Таджикистана с обязательным вхождением в такие международные организации как ООН.
9 сентября на внеочередной сессии Верховного Совета, депутатами было принято постановление «О государственной независимости Республики Таджикистан» с главной формулировкой — «Республика Таджикистан является независимым, демократическим, правовым государством». Итоги голосования и решение были встречены эйфорией среди таджикских демократических сил и народа.
В начале 1992 года усилилось противостояние государственных структур и властей с демократическими силами Таджикистана. Обществом «Лали Бадахшан» был организован митинг на площади перед президентским дворцом. В мае 1992 года в Таджикистане началась гражданская война. В результате дальнейших трагических событий и прихода к власти в 1993 году нового руководства, большинство оппозиционных к прежним властям партий и движений, среди которых был и «Растохез», были вынуждены прекратить свою деятельность. Новое, неокоммунистическое руководство Таджикистана обвинили «Растохез» в разжигании гражданской войны. Многие руководители и сторонники движения были арестованы или были вынуждены бежать из страны. Новое руководство считало движение частью исламистской оппозиции, хотя это отрицали лидеры и сторонники движения, подчеркивая дух секуляризма и либерал-демократии в среде участников движения.
По мнению одного из сторонников движения, Ахмадшоха Комилзоды, «Растохез» на сегодняшний день не может возобновить свою деятельность. По его словам, — «После февральских событий, многие наши сторонники были убиты, осуждены или долгие годы находились в бегах. Нет в живых наших лидеров Тохира Абдуджаббора, Халифабобо Хамидова и других. Некоторые члены движения перешли на другой „фронт“, и для них быть в рядах „Растохеза“ означает потерять работу».
Аналитики и историки не раз подчеркивали необходимость объективного анализа и оценки событий времён гражданской войны, в том числе причин расформирования движения «Растохез». По словам того же Ахмадшоха Комилзоды, — «Наше правительство не заинтересовано в анализе тех событий, потому что в те годы многие из них занимали прокоммунистическую сторону. Второе, для подобной оценки мы нуждаемся в историках и учёных, которые могли бы думать и размышлять вне рамок советской идеологии. Третье, многие из участников и свидетелей событий тех лет в целях самосохранения предпочитают молчать».
В СМИ Таджикистана не раз высказывалось мнение, о том что Таджикистан в настоящее время нуждается в объединительной силе, каковой когда-то являлось народное движение «Растохез».